# پرنده‌مرغ
پرنده‌مرغ (انگلیسی: Tingmiatornis) سرده‌ای از پرنده‌دنبان پروازی و احتمالاً شیرجه‌رو بود که در مناطق شمالگان کانادا زندگی می‌کرد. این سرده تنها یک گونه دارد به نام پرنده‌مرغ قطبی (Tingmiatornis arctica) که در دور تورونین کرتاسه می‌زیست و در سال ۲۰۱۶ توصیف شد.